# Dorfkirche Lostau

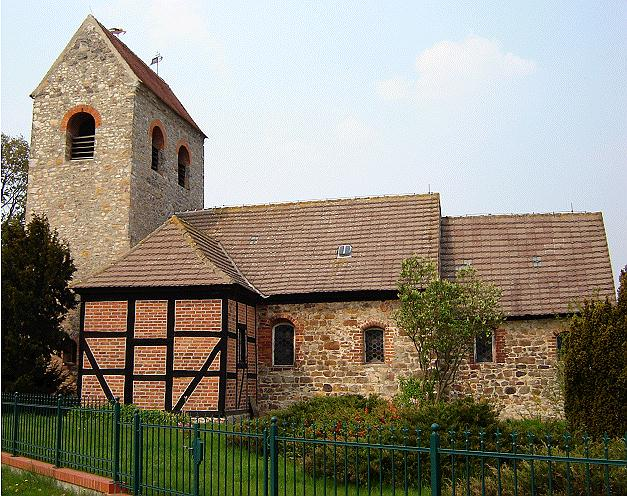
Dorfkirche Lostau

Die Dorfkirche Lostau ist die evangelische Kirche des Dorfes Lostau in Sachsen-Anhalt.

## Architektur
Sie steht in der nahe der Elbe gelegenen Siedlung Alt Lostau und wurde zwischen 1150 und 1200 aus Quarzit-Bruchsteinen der Pretziener Steinbrüche als Wehrkirche errichtet. Es ist ein dreiteilig gestaffelter im Ursprung spätromanischer Bau mit breitem Westturm, Schiff und Chor. Der Turm steht quer zum gleich breiten Schiff. Der östlich befindliche Chor wurde auf quadratischem Grundriss errichtet. Die Chorfenster an Nord- und Ostseite sind als einzige Fensteröffnungen des Gebäudes noch in ihrer romanischen Gestaltung erhalten. Der ursprüngliche Haupteingang zur Kirche befand sich auf der Südseite. Vermutlich im 18. Jahrhundert entstand an dieser Stelle ein einfacher Anbau in Fachwerkbauweise.

## Ausstattung
Die Decke des Kirchenschiffs ist flach mit sichtbaren Balken, über denen sich Bretter befinden. Zum Teil bestehen Verzierungen mit Schablonenmalerei. Ein runder Triumphbogen überspannt den Zugang vom Kirchenschiff zum Chor. An der Nord- und Ostseite befinden sich Emporen, deren Verkleidungen mit Spruchovalen verziert sind.
Altar, Kanzel und Empore stammen aus dem Jahr 1650. Der mit vier Löwen verzierte Taufstein aus dem 12. Jahrhundert ist vermutlich ein Geschenk Heinrich des Löwen an den Markgrafen von Brandenburg, Albrecht der Bär. In der Kirche befinden sich zwei Opferstöcke. Der Ältere stammt aus der Zeit zwischen 1650 und 1675, der zweite entstand um 1700. Die ursprünglichen Turmglocken aus dem Jahr 1715 wurden im Ersten Weltkrieg eingeschmolzen und erst 1920 durch eiserne ersetzt. Da diese mittlerweile in die Jahre gekommen sind, bestehen Pläne, sie durch Bronzeglocken zu ersetzen.